# Catedral de Nuestra Señora de las Mercedes (Mercedes)
La Iglesia Catedral de Nuestra Señora de las Mercedes se localiza en la ciudad uruguaya de Mercedes (Soriano).
Desde 1960 constituye la sede de la Diócesis de Mercedes, que abarca los departamentos de Soriano y Colonia.

## Historia
El templo de estilo neoclásico fue inaugurado en 1867, y las torres se terminaron alrededor de 1900. El diseño fue del arquitecto suizo Antonio Petrochi. Está dedicado a Nuestra Señora de las Mercedes, patrona de la ciudad. Además de esta imagen en el altar mayor, se aprecian las de san Pedro Nolasco, fundador de la orden de la Merced, y la de san Ramón Nonato, destacado miembro de la misma. Existe además un camarín con la virgen del Luján.
Con motivo del Bicentenario del Proceso de Emancipación Oriental se remodeló, gracias a donaciones.